# Abarema gallorum
Espèce
Abarema gallorum est une espèce de plantes à fleurs de la famille des Fabaceae.
Selon Plants of the World Online, c'est un synonyme de Jupunba gallorum. Selon ce site, c'est un arbre trouvé en Guyane.

## Description
C'est un arbre.

## Répartition
L'espèce est trouvée en Guyane.